# Державний лад Кіпру
Республіка Кіпр — унітарна президентська представницька республіка, у якій Президент Кіпру є одночасно главою держави і головою уряду. Виконавчу владу здійснює уряд. Законодавча влада належить як уряду, так і парламенту. Судова влада незалежна від виконавчої та законодавчої.
З 1974 року острів Кіпр розділено внаслідок вторгнення Туреччини з метою підтримати турків-кіпріотів у відповідь на військовий переворот на острові, який підтримали офіційні Афіни. Відтоді міжнародно визнана Республіка Кіпр контролює південні дві третини території, а визнана тільки Туреччиною Турецька Республіка Північного Кіпру — північну третину. Уряд Республіки Кіпр продовжує залишатися єдиною міжнародно визнаною владою на острові (якщо не рахувати визнану на міжнародному рівні юрисдикцію Сполученого Королівства щодо району дислокації ЗС Великої Британії), хоча на ділі його повноваження поширюються лише на підконтрольну уряду територію.
На Кіпрі діє багатопартійна система, де на першому плані комуністична Прогресивна партія трудового народу Кіпру і праве Демократичне об'єднання. Центристська DIKO та менші партії часто утворюють коаліцію з президентською партією, посідаючи низку міністерств. 2019 року Economist Intelligence Unit назвав Кіпр «неповною демократією».

## Додаткова література
- James Ker-Lindsay and Hubert Faustmann (eds.) (2009). The Government and Politics of Cyprus. Peter Lang. ISBN 978-3-03911-096-4.